# Жадаева, Ольга
Ольга Жадаева (20 октября 1988) — российская футболистка, защитница.

## Биография
Воспитанница самарского футбола, тренер — Разия Нуркенова. В 2004 году стала финалисткой Кубка России по мини-футболу среди девочек 1989-90г.р. и признана лучшим игроком турнира, была капитаном самарской команды.
В 2007—2008 годах выступала за дубль краснодарской «Кубаночки». В 2009 году в составе команды «Зоркий» (Красногорск) стала победительницей турнира второго дивизиона России и была признана лучшей защитницей соревнований. В 2010 году со своим клубом выступала в первом дивизионе, где также стала победительницей и снова получила приз лучшего защитника.
В 2011 году перешла в клуб «Мордовочка». Дебютный матч в высшей лиге сыграла 19 апреля 2011 года против «Россиянки». Всего в 2011 году сыграла 12 матчей в высшей лиге и 9 матчей в первом дивизионе за «Мордовочка-М», в которых забила 2 гола. По окончании 2011 года покинула клуб.
Дальнейшая судьба неизвестна.